# Gare de Saint-Roch (Somme)
Gare de Saint-Roch – stacja kolejowa w Amiens, w departamencie Somma, w regionie Hauts-de-France, we Francji.
Jest stacją Société nationale des chemins de fer français (SNCF), obsługiwaną przez pociągi TER Picardie, TER Nord-Pas-de-Calais i TER Haute-Normandie.

## Położenie
Znajduje się na wysokości 28 m n.p.m., na km 132,608 Longueau – Boulogne, pomiędzy stacjami Amiens i Dreuil-lès-Amiens. Z tej stacji wychodzi również linia do Rouen.